# Sereno del Mar (California)
Sereno del Mar es un lugar designado por el censo ubicado en el condado de Sonoma en el estado estadounidense de California. En el año 2010 tenía una población de 126 habitantes.

## Geografía
Sereno del Mar se encuentra ubicado en las coordenadas 38°23′1.22″N 123°4′23.33″O / 38.3836722, -123.0731472.